# Лемро
Лемро або Лемйо  — держава, що була утворено тибето-бірманськими племенами, ставши фактично першою араканською державою за етнічною ознакою. На початку XI ст. після знищення держави Весалі захопила увесь регіон.

## Історія
З середини X ст. тибето-бірманські племена (відомі в Індії як рахіни або роханг), серед яких ймовірно провідну роль відігравали мйо здійснювали постійні напади на державу Весалі. В результаті було завойвано частину останньої у 960-х роках. В подальшій боротьбі Весалі було знищено, а у 1018 році засновано власне тибето-бірманську державу зі столицею в долині Лемро, що перекладається як «Чотири міста». Ймовірно це було ставкою 4 вождів загарбників, а складалося первино з 4 їх поселень. Ймовірно засновник держави і першої правлячої династії — П'їнса — Хітатін оженився на онукі останнього впливового магараджи Весалі — Чулатаїнсади.
Наступні володарі здійснювали поступово здійснювали підкорення усього регіону. Водночас відбувалася асиміляція прибулими племенами місцевого населення, внаслідок чого тибето-бірманські звичаї, обряди та мова стали домінуючими. Ймовірно саме в цей час регіон отримує назву Аракан (змінена назва рахінів).
Десь в середині та наприкінці 1050-х років визнало зверхність Паганського царства, внаслідок чого розпочався культурний вплив останнього на Лемро. Разом з тим починається послаблення династії П'їнса, що відбилося на заколотах військових та підвладних племен, насамперед тет (нащадкі племені шак'я, що панувало в державі Дханьяваді). Це супроводжувалося спробами повстати та здобути повну самостійність від Паган, але загалом не мали успіху. До 1287 року Лемро здебільшого залишалося васалом Паганського царства.
1078 року до влади приходить Тінхая, вождь племені тет, нащадки якого панували до 1103 року, коли представник подібчної гілки П'їнси — Лет'я Міннан — заснував власну династію Парейн. Невдовзі вимушен підтвердити залежність від Пагану. У 1110-х роках велися війни з династією Пала або Сена. В подальшому велися війни проти племен тріпури, що завершилися невдало.
Втрата територій призвело до посилення намісників, якими зазвичай були представники правлячої династії. Наслідком стала криза у 1167 року, що призвела до влади династію Хріт (назву отримала за резиденцією монархів). Вона не підрізнялася стабільністю і вже через 13 років була повалена так званною Другою династією П'їнса, представники якої зберігали трон 57 років.
1237 року до влади прийшов Аломап'ю, що заснував династію Лаунггьєт (назву отримала за своєю столицею). Саме за правляння 9-го представника цієї династії — Мін Хті — Лемро здобуває повну незалежністьв ід Пагану, який в цей час зазнав ніщивного удару імперії Юань. Його панування позначило найбільше політичне та економічне піднесення. В цей час вдалося відстояти незалежність від Бенгальського султанату.
Вже за наступних володарів Лемро, хоча й номінально, але визнає втручання та залежність від царства Ава. Вже у 1385 році держава поринуло у запеклу боротьбу за владу, куди активно втручалася ава, а потім й Гантаваді. Практично ці держави змагали між собою за вплив й владу над Лемро. Це призвело до остаточного занепаду держави, яку 1406 року було захоплено Авою, проте 1408 року відбито Гантаваді й 1411 року знову завойовано Авою. Останній правителем став Анората. Лише 1429 року за допомоги Бенгальського султанату Аракан відновив свою державність у вигляді царства М'яу-У.

## Територія
Загалом співпадала з межами сучасного штату Ракайн. Столиці змінювалися в залежності від династії: П'їнса (двічі), Парейн, Хріт і Лаунггьєт.

## Устрій
Система управління загалом нагадувала систему в Паганському царстві, що відбило тривали вплив останнього. На чолі стояв монарх, що зі сходженням на трон призначав спадкоємця, першого міністра й головнокомандуча. Намісники були членами правлячої династії. Також існували залежні племена зі своїми вождями, що сплачували данину та брали участь в обороні держави.

## Економіка
Складові господарства загалом зберігалися з часів Дханьяваді — рисове землеробство, рибальство й посередницька торгівля між Паганом та державами Індостану уздовж Бенгальської затоки. Між Лемро й Паганом пролягав торговельний шлях, відомий як Буйвет-ма-ньо, який проходив через великі міста, в яких влаштовувалися ярмарки.
Монети карбували за зразком Весалі та Пагану.

## Культура
Відбувається бірманізація населення, внаслідок чого практично зникають індуїстські традиції та звичаї. Разом з тим буддизм залишається панівною релігією. В цей же час складається араканська мова, що є родичем бірманською мови (на основі бірманської писемності було створено тоді ж араканську писемність), оскільки зазнала культурного впливу царств Паган й Ава.
Водночас через наявність храму Магамуні зі священною статуєю стало місцем подорожі буддійських прочан з Пегу та Пагану. Дослідники навіть порівнюють значення Лемро для тодішніх буддійських держав з Палестиною (Священною землею) для християн.